# Ultimo minuto (programma televisivo)
Ultimo minuto è stato un programma televisivo andato in onda su Rai 3 dal 1993 al 1997 in cinque edizioni, e basato sul format americano Rescue 911.
I conduttori del programma erano Maurizio Mannoni e Simonetta Martone nelle edizioni dal 1994 al 1996, mentre l'ultima stagione del programma, in onda nel 1997, venne condotta in solitaria da Simonetta Martone (che fu anche tra gli autori della trasmissione). La regia del programma in studio era affidata a Ranuccio Sodi fino al 1995 ed in seguito ad Andrea Bevilacqua.
Era trasmesso il sabato, in prima serata, durante la stagione invernale-primaverile (da gennaio a maggio).

## Il programma
La trasmissione trattava di vicende di persone comuni che si erano ritrovate ad affrontare, per diversi motivi, varie situazioni di pericolo, in alcuni casi rischiando anche la morte, riuscendo sempre a salvarsi, grazie all'aiuto di altre persone o alla propria intraprendenza, all'ultimo momento (da qui il titolo del programma).
Tali storie venivano mostrate tramite dei filmati che le ricostruivano, interpretati da alcuni attori ed arricchiti dalle testimonianze dei veri protagonisti delle vicende (qualche volta, ma molto raramente, i veri protagonisti delle vicende partecipavano anche come attori alle ricostruzioni). I filmati erano commentati e narrati da una voce fuori campo ed avevano dei sottofondi musicali, a volte anche molto inquietanti; tali componenti avevano la funzione di spettacolarizzare la storia tanto da fare di queste ricostruzioni dei veri e propri mini-film.
Tali filmati erano sia italiani sia stranieri, prevalentemente Rescue 911 (statunitense), 999 (britannico) e Les Marches de la gloire (francese), realizzati per programmi esteri aventi lo stesso format di Ultimo minuto. Alcune ricostruzioni filmate italiane di Ultimo minuto furono realizzate da Gabriele Muccino, prima che questi divenisse un famoso regista cinematografico. Anche Andrea Bevilacqua, regista del programma in studio, ha contribuito alla regia di diverse ricostruzioni.
Alla fine di ogni filmato, in studio, i conduttori Simonetta Martone e Maurizio Mannoni illustravano di volta in volta, insieme a vari esperti, i possibili pericoli in cui ci si può imbattere in diversi ambienti, in genere analoghi a quelli in cui aveva avuto luogo la vicenda appena raccontata (ad esempio la propria casa, il tetto e le scale di un palazzo, la strada, una ferrovia, una montagna ecc.), oppure intervistavano delle persone che avevano vissuto un'esperienza simile a quella appena mostrata nella ricostruzione; venivano inoltre fatte delle simulazioni in studio in cui si spiegava come ci si dovesse comportare in caso di situazioni di pericolo come terremoti o incendi.
Altro ingrediente del programma erano dei brevi filmati commentati dai conduttori che mostravano inseguimenti delle forze dell'ordine, incidenti stradali, disastri naturali, alluvioni ed altri eventi simili, ripresi da telecamere amatoriali (qualche volta si usavano anche i video realizzati dalle stesse forze dell'ordine o dai vigili del fuoco), caratteristica che fa Ultimo minuto un antesignano di programmi come Real TV.
Venivano realizzate e mandate in onda anche delle candid camera in cui la gente comune veniva messa di fronte a situazioni particolari (ad esempio uomini svenuti all'ingresso della metropolitana, persone con l'auto in panne che chiedevano aiuto, una coppia che litigava ferocemente alla fermata del tram e così via), per testare le varie reazioni.
Nella terza edizione venne aggiunto anche un gioco a cui partecipava un personaggio famoso ospite in studio, diverso per ogni puntata, ideato da Mario Mazzarotto e Marco Simon Puccioni della società Intelfilm: tale gioco consisteva in un racconto a bivi. Un filmato narrato da una voce fuori campo raccontava una situazione di pericolo in cui il VIP di turno doveva immaginare di trovarsi coinvolto (ad esempio, nel caso di Pippo Baudo un bagnante sul punto di affogare davanti alla spiaggia dove era in vacanza, in quello di Alba Parietti una donna che vede del fumo uscire da sotto la porta di casa della madre); l'ospite veniva a quel punto messo più volte di fronte a dei bivi, con più scelte possibili riguardo a cosa fare, ed a seconda delle risposte date il filmato continuava in una maniera anziché in un'altra. Dopo tutta la catena di snodi, con l'aiuto di esperti, veniva reso noto se, in base alle scelte fatte, il VIP in questione sarebbe stato in grado o meno di cavarsela se si fosse trovato ad affrontare nella realtà quella situazione spiacevole.
Dopo la conclusione della trasmissione, Simonetta Martone scrisse il libro Ultimo Minuto, pubblicato dalla Eri edizioni Rai nel 1998 nel quale venivano raccontate le storie di salvataggio più famose tra tutte quelle narrate dal programma durante le sue cinque edizioni.

## Ascolti
Programma di successo, divenuto un cult negli anni del boom della cosiddetta TV-verità, fu una delle ultime trasmissioni televisive ideate per Rai 3 da Angelo Guglielmi, direttore del canale dal 1987 al 1994; il sabato sera con Ultimo minuto è stato per anni un appuntamento fisso per diversi milioni di telespettatori, nonostante la forte contro-programmazione delle altre reti.

## Programmi analoghi

### Parodia
Il programma venne parodiato con stile comico da Aldo Giovanni e Giacomo, che ne realizzarono un'ipotetica versione ambientata in Svizzera, con una serie di sketch di cui erano protagonisti i personaggi comunemente noti come Gli svizzeri: il signor Rezzonico (Giovanni), lo stilista Fausto Gervasoni (Giacomo) e il poliziotto Huber (Aldo). Rezzonico, per colpa sia della propria sbadataggine sia dei continui tentativi di Gervasoni, che lo detesta (assolutamente non ricambiato), di ucciderlo o fargli del male, è sempre vittima di bizzarri imprevisti che gli fanno rischiare la vita e viene sempre salvato in extremis da Huber, che grazie ad un vero e proprio sesto senso capisce sempre cosa sta succedendo e come comportarsi, ma in compenso, nelle sue azioni di soccorso, uccide molte altre persone a colpi di pistola per futili motivi. Gli spezzoni furono trasmessi all'interno dell'edizione 1996-97 del programma satirico di Italia 1 Mai dire Gol del Lunedì (ad uno di essi presero parte gli stessi Martone e Mannoni), per poi venire ripresi nello show Tel chi el telùn, trasmesso su Canale 5 nel 1999, ed in seguito in uno spettacolo teatrale interamente dedicato, Potevo rimanere offeso! del 2001. I personaggi di tali sketch sono infine riapparsi anche nel film Fuga da Reuma Park del 2016, sempre con protagonista il trio comico.

### Programmi ispirati ad Ultimo Minuto
Italia 1 nell'autunno 1999 ha trasmesso Eroi per caso, trasmissione analoga ad Ultimo minuto, condotta da Marco Liorni e che aveva anche la stessa collocazione nel palinsesto della trasmissione di Rai 3, ovvero la prima serata del sabato. Il programma, nonostante il buon successo, è andato in onda per una sola edizione in quanto la Rai e Simonetta Martone querelarono Mediaset per plagio.
Nel 2009 anche LA7 ha proposto una trasmissione molto simile, intitolata Vivo x miracolo, condotta da Ugo Francica Nava nella seconda serata del lunedì e riproposta in seguito nella seconda serata del martedì nel 2010. Il programma ha però registrato, in entrambe le stagioni, deludenti risultati d'ascolto, quindi non è stato più riproposto.
Nel 2013 viene proposta su Rai 1 una serata speciale dal titolo Eroi di tutti i giorni condotto da Paola Perego, anch'esso avente una formula simile a quella del programma di Rai 3. Sempre in quell'anno Rete 4 ha proposto una trasmissione dello stesso genere, Alive - Storie di sopravvissuti, condotta da Vincenzo Venuto, in seguito rinominata Alive - La forza della vita, trasmessa fino al 2015.